# 有吉忠一
有吉 忠一（ありよし ちゅういち、1873年〈明治6年〉6月2日 - 1947年〈昭和22年〉2月10日）は、日本の内務官僚。千葉県知事・宮崎県知事・神奈川県知事・兵庫県知事。朝鮮総督府政務総監。横浜市長。貴族院議員。横浜商工会議所会頭、日本商工会議所副会頭、日赤理事も務めた。豊岡県宮津（現・京都府宮津市）生まれ。クリスチャン。父は宮津藩藩士・京都留守居役・郡長の有吉三七。

## 略歴
東京帝国大学法科大学卒業。内務省に入省。1896年 内務省。県治局属。
- 1902年 警保局書記官、参事官。
- 1908年 第11代千葉県知事[2]
  - 千葉県営軽便鉄道（後の東武野田線の一部）の開通を手がける。
- 1910年6月14日-1911年3月13日 朝鮮総督府総務部長官。
- 1911年 第13代宮崎県知事
  - 宮崎県営鉄道妻線（後のJR九州日豊本線・国鉄妻線の一部）・飫肥線（後のJR九州日南線の一部）の敷設、西都原古墳群の発掘調査を行う。日本初の学究的発掘調査と言われる。
- 1915年 神奈川県知事
  - 多摩川の改修を指示し川崎市中原区に「有吉堤」の地名が残る。
- 1919年 第15代兵庫県知事（兵庫県章を制定）

有吉が1921年に制定した兵庫県章

- 1922年6月12日-1924年7月4日朝鮮総督府政務総監。
- 1925年 第10代横浜市長
  - 関東大震災復興のため、山下公園整備などを行う。
- 1930年4月11日 勅選貴族院議員となる[3]（1946年6月15日辞任[4]）。
- 1931年 「ネスレ事件」に加担し、札幌駅で暴漢に殴られる。
- 1933年 横浜商工会議所会頭。
- 戦後、公職追放となり[5]、間もなく死去する。

## 人物
日本基督教団神戸教会の教会員であり、神奈川県知事時代には関東学院の開設に助力する。
有吉が朝鮮総督府、政務総監だった頃にイギリス人の植民地研究の権威だったアレン・アイルランドが朝鮮を訪れている。「有吉氏は日本で最も専門的知識があり評判の高い文官の一人で、私個人の見解では、仕事熱心で朝鮮の人々に対して思いやりのある人物である」

## 栄典
位階
- 1918年（大正7年）10月21日 - 正四位[7]
- 1922年（大正11年）8月10日 - 従三位[8]

勲章等
- 1912年（大正元年）8月1日 - 韓国併合記念章[9]
- 1915年（大正4年）11月10日 - 大礼記念章[10]
- 1918年（大正7年）6月29日 - 勲二等瑞宝章[11]
- 1920年（大正9年）11月1日 - 旭日重光章[12]

## 親族
初代中華民国大使の有吉明と尼崎市長の有吉實は弟、長男は日本郵船社長の有吉義弥。孫（義弥の次男）に三菱重工横浜造船所所長、同社常務の有吉煕がいる。長女は政治家の山崎巌に、三女は元建設事務次官の柴田達夫に、四女は元日本電信電話公社総裁の米沢滋に、五女は川上嘉市の次男で東宝アドセンター社長を務めた川上流二にそれぞれ嫁いでいる。川上嘉市の妻すなわち川上流二の母は天文学者・寺尾寿の後妻の姪。